# Knights Point
A Knights Point (Lovag-fok) nevű kiszögellés, kilátóhely Új-Zéland Déli-szigetén, a West Coast régióban található a Tasman-tenger partján, az új-zélandi 6-os főút mentén. 
A kilátóhelyet és az ottani emlékművet 1965-ben, a Haast-hágón átvezető, Otago és West Coast régiókat összekötő nagy fontosságú 6-os számú nemzeti főútvonal elkészültekor, az északról és délről érkező útépítő-csapatok találkozása helyén alakították ki. 
A helyi anekdota szerint a minisztériumi tisztségviselők az emlékmű avatásakor javasolták, hogy a helyet az egyik fővárosi vezető személyiségről nevezzék el. Az építők azonban közölték, hogy a foknak már van neve, mégpedig Knights Point. Arra az érdeklődésre, hogy kit takar ez a név, azt válaszolták, hogy ez a helyi építésvezető kutyájának a neve.
A főútvonal és az emlékmű ünnepélyes megnyitójára 1965. november 6-án került sor.
Az emlékműtől szép kilátás nyílik az közeli Arnott-fokra, ami a fókák, időnként elefántfókák kedvelt pihenőhelye.

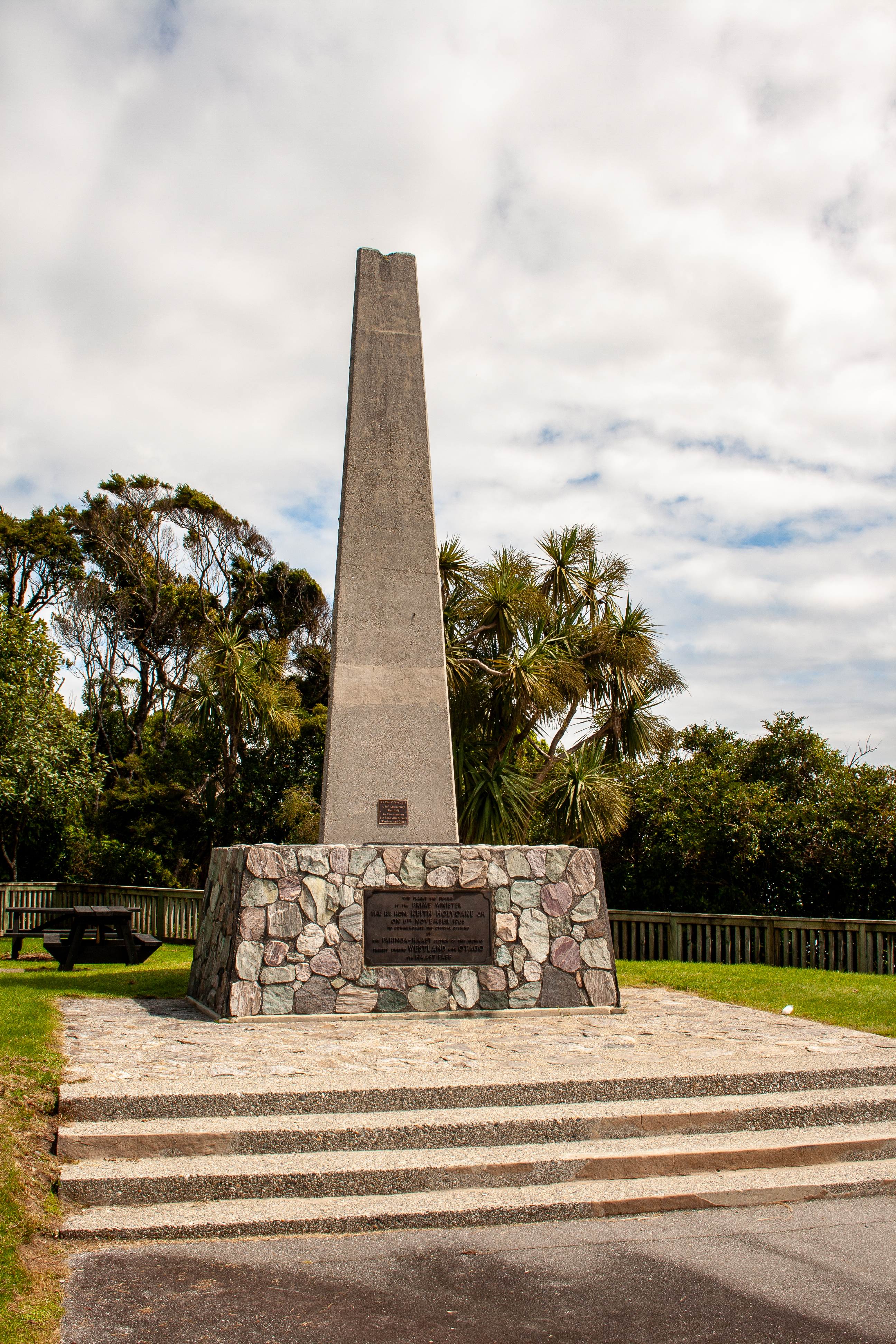
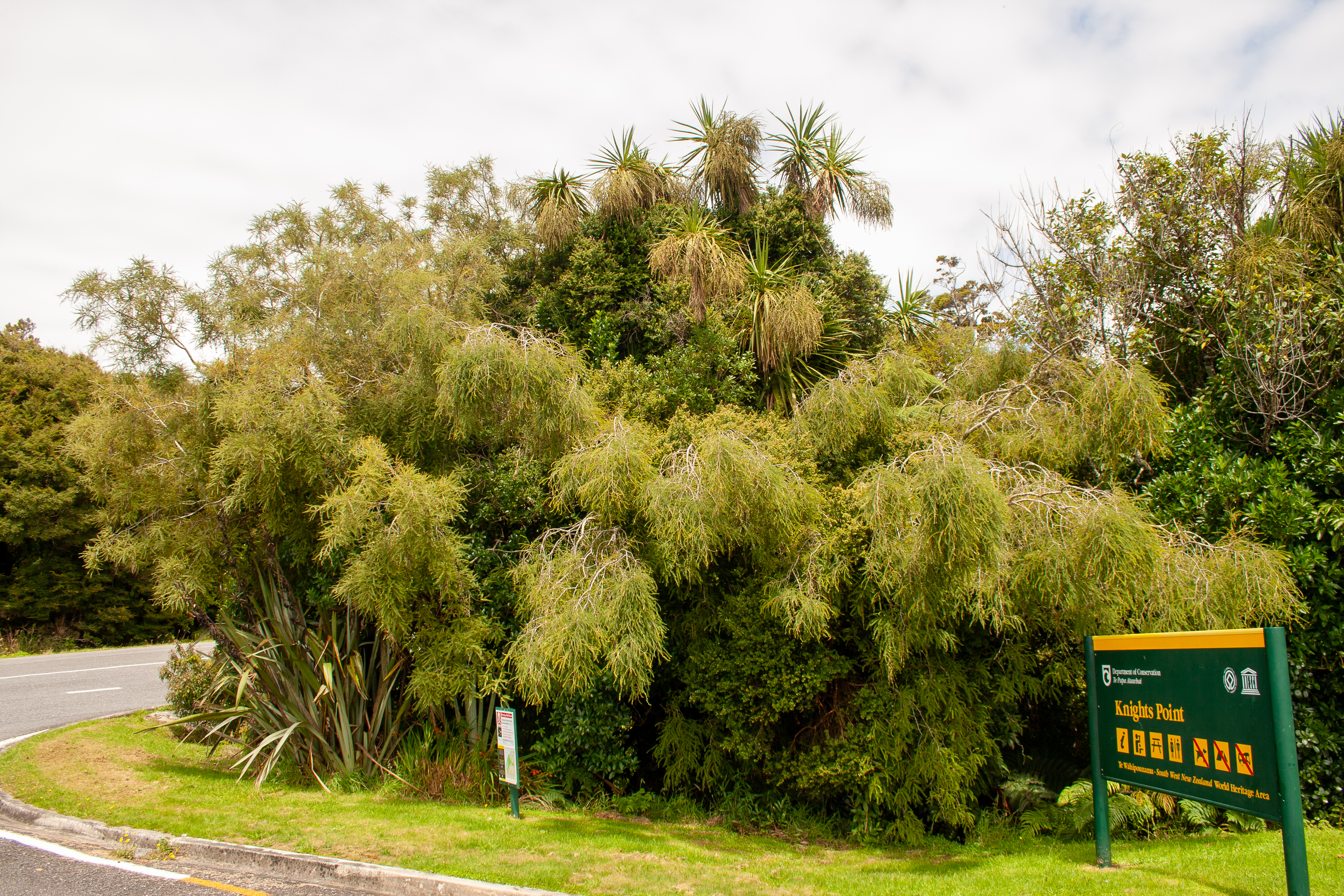
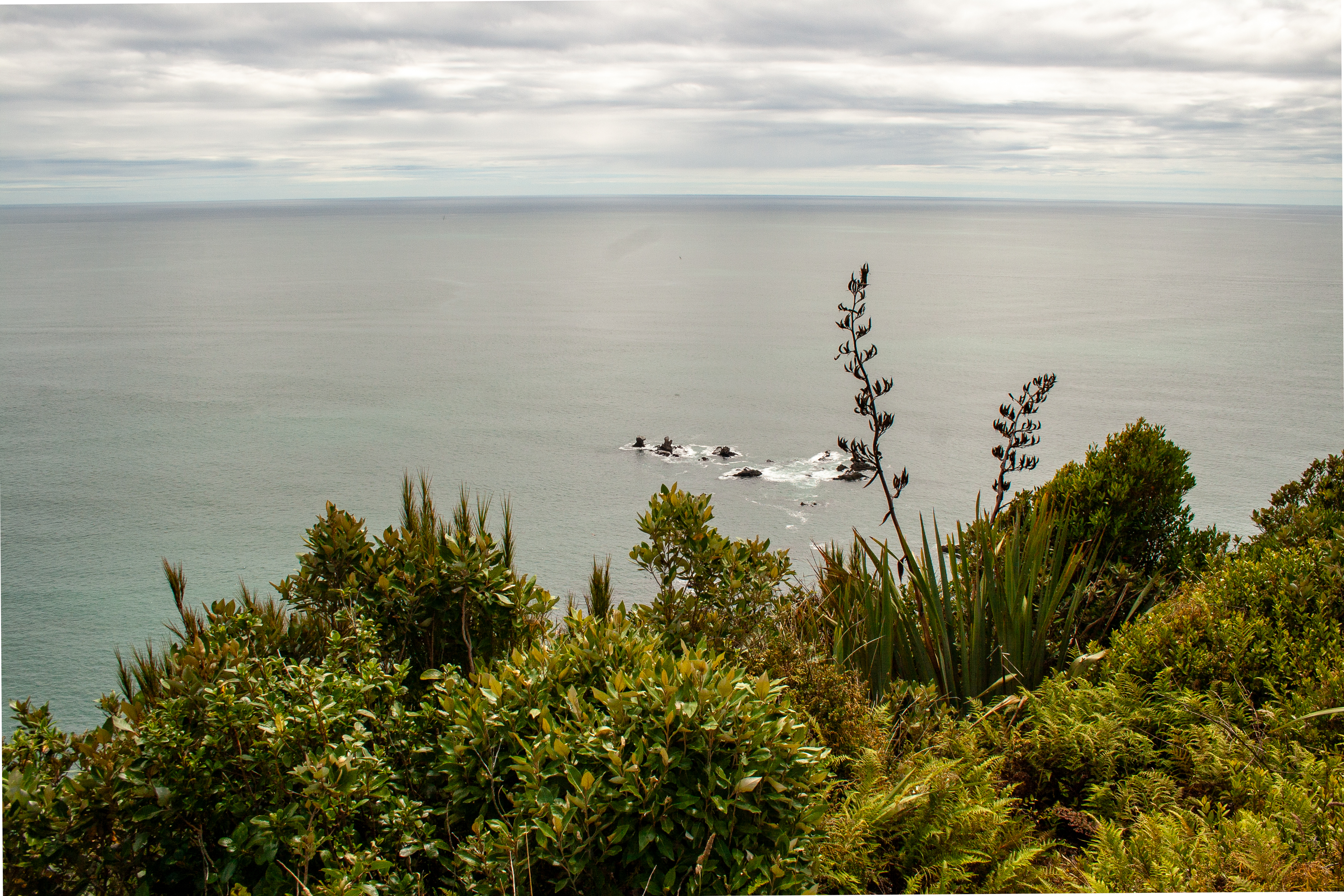
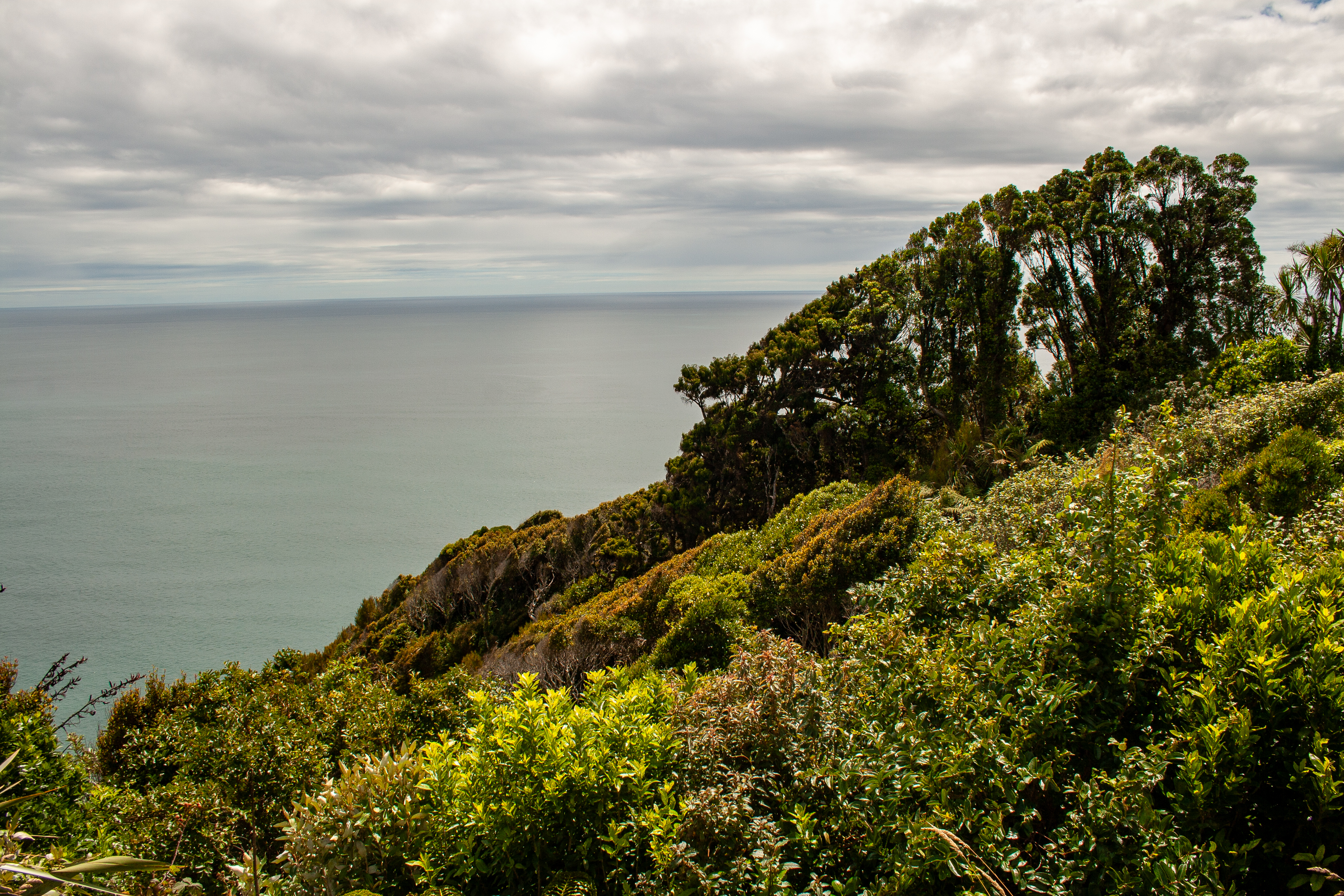

## Fordítás
- Ez a szócikk részben vagy egészben  a   Knights Point című angol Wikipédia-szócikk ezen változatának fordításán alapul.  Az eredeti cikk szerkesztőit annak laptörténete sorolja fel. Ez a jelzés csupán a megfogalmazás eredetét és a szerzői jogokat jelzi, nem szolgál a cikkben szereplő információk forrásmegjelöléseként.